# Turecká věž
Turecká věž je městská vodárna v Nymburku v okrese Nymburk, Je chráněna jako kulturní památka České republiky.
Původní renesanční městská vodárna byla postavena z cihel a kamene roku 1597 poté, co se zřítila stará dřevěná stavba. Zásobovala labskou vodou pět nymburských kašen až do počátku 20. století. Jedná se o třípatrovou vodárenskou věž s nepravidelným desetibokým půdorysem a na vodárnu byla zřejmě přestavěna z jedné hradební věže. Vchod z jižní strany je opatřen renesančním pískovcovým portálkem. Tato věž, zvaná Turecká, je mimořádně zajímavou technickou památkou.